# Tepuibasis chimantai
Tepuibasis chimantai är en trollsländeart som först beskrevs av De Marmels 1988.  Tepuibasis chimantai ingår i släktet Tepuibasis och familjen dammflicksländor. Inga underarter finns listade i Catalogue of Life.